# Sainte-Hélène (Vosgi)
Sainte-Hélène è un comune francese di 478 abitanti situato nel dipartimento dei Vosgi nella regione del Grand Est.

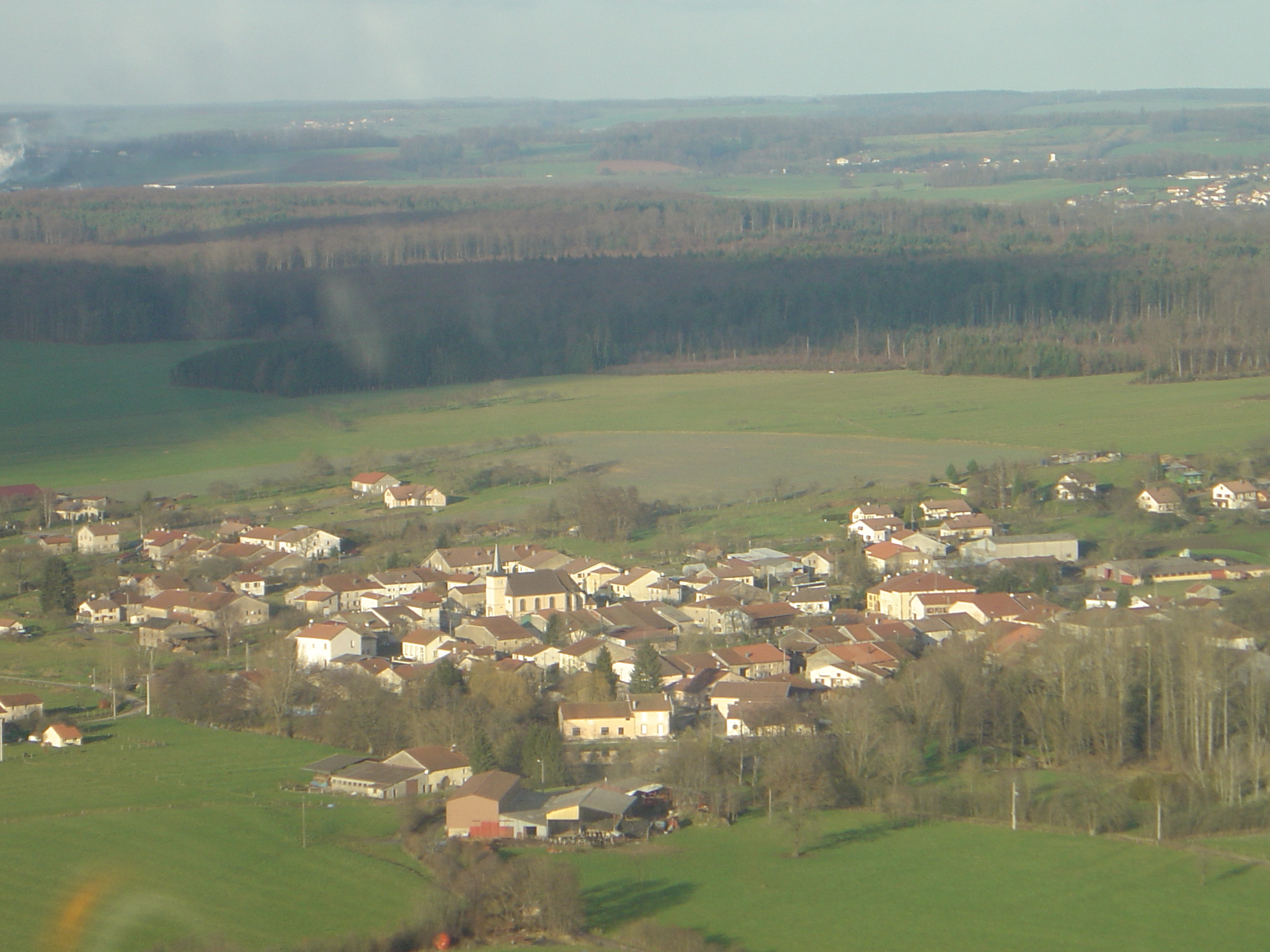
vista del paese

## Società

### Evoluzione demografica
Abitanti censiti